# 옐레니아구라
옐레니아구라(폴란드어: Jelenia Góra, 독일어: Hirschberg 히어슈베르크[*])는 폴란드 남서부의 돌니실롱스크주에 위치한 도시이다. 

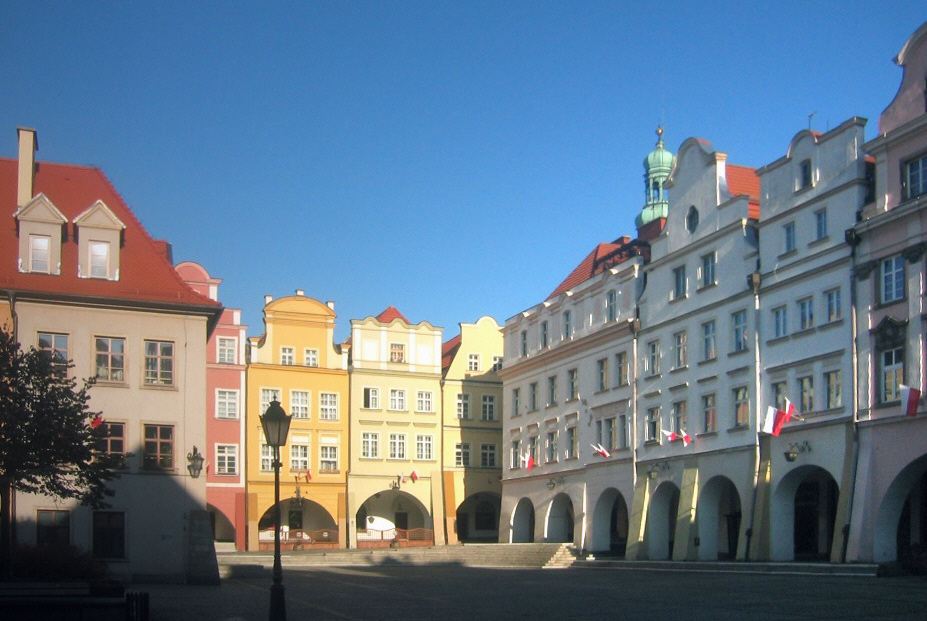
Market Square

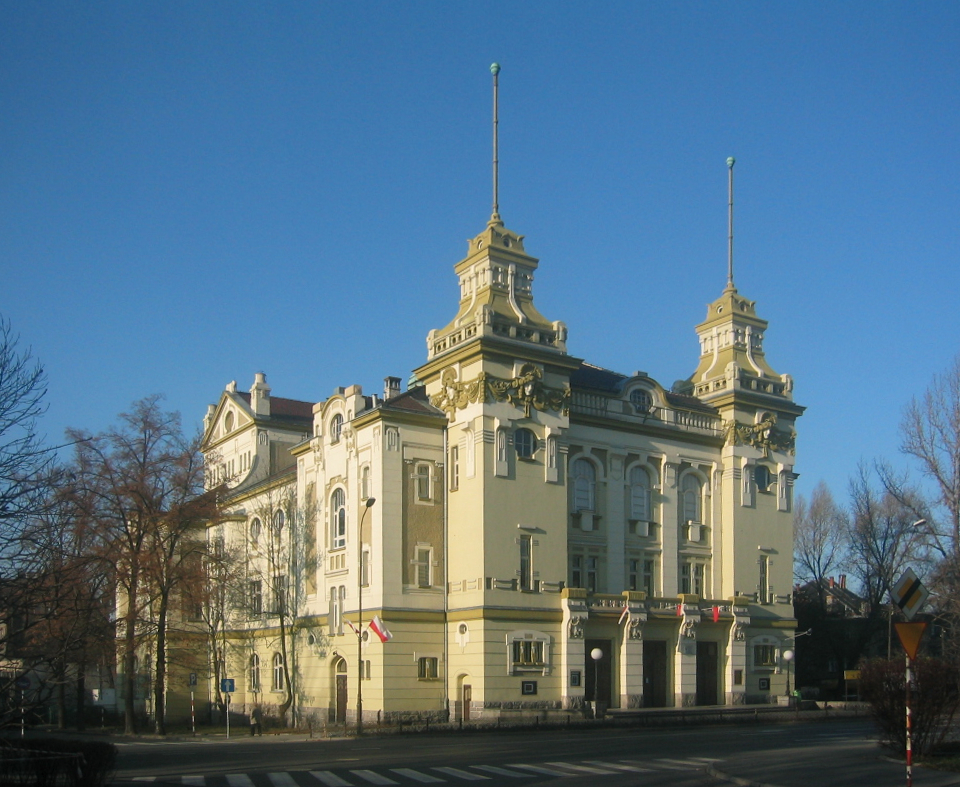
Cyprian Kamil Norwid Theatre

옐레니아구라는 1945년까지는 실레지아의 독일인 지역에서 가장 큰 도시였다.

## 지리와 정보
인구: 8만7,643명 (2004년)

면적: 108,4 km2

지리적 위치: 북위 50° 55′ 동경 15° 44′ / 북위 50.91°  동경 15.73° 

도시 등록: 1288년